# Abu Hatim Muhammad ibn Idris al-Razi
 (juillet 2025).
La mise en forme du texte ne suit pas les recommandations de Wikipédia : il faut le « wikifier ».
Les points d'amélioration suivants sont les cas les plus fréquents. Le détail des points à revoir est peut-être précisé sur la page de discussion.
- Les titres sont pré-formatés par le logiciel. Ils ne sont ni en capitales, ni en gras.
- Le texte ne doit pas être écrit en capitales (les noms de famille non plus), ni en gras, ni en italique, ni en « petit »…
- Le gras n'est utilisé que pour surligner le titre de l'article dans l'introduction, une seule fois.
- L'italique est rarement utilisé : mots en langue étrangère, titres d'œuvres, noms de bateaux, etc.
- Les citations ne sont pas en italique mais en corps de texte normal. Elles sont entourées par des guillemets français : « et ».
- Les listes à puces sont à éviter, des paragraphes rédigés étant largement préférés. Les tableaux sont à réserver à la présentation de données structurées (résultats, etc.).
- Les appels de note de bas de page (petits chiffres en exposant, introduits par l'outil «  Source ») sont à placer entre la fin de phrase et le point final[comme ça].
- Les liens internes (vers d'autres articles de Wikipédia) sont à choisir avec parcimonie. Créez des liens vers des articles approfondissant le sujet. Les termes génériques sans rapport avec le sujet sont à éviter, ainsi que les répétitions de liens vers un même terme.
- Les liens externes sont à placer uniquement dans une section « Liens externes », à la fin de l'article. Ces liens sont à choisir avec parcimonie suivant les règles définies. Si un lien sert de source à l'article, son insertion dans le texte est à faire par les notes de bas de page.
- La présentation des références doit suivre les conventions bibliographiques. Il est recommandé d'utiliser les modèles {{Ouvrage}}, {{Chapitre}}, {{Article}}, {{Lien web}} et/ou {{Bibliographie}}. Le mode d'édition visuel peut mettre en forme automatiquement les références.
- Insérer une infobox (cadre d'informations à droite) n'est pas obligatoire pour parachever la mise en page.

Pour une aide détaillée, merci de consulter Aide:Wikification.
Si vous pensez que ces points ont été résolus, vous pouvez retirer ce bandeau et améliorer la mise en forme d'un autre article.
 (novembre 2021).
Si vous disposez d'ouvrages ou d'articles de référence ou si vous connaissez des sites web de qualité traitant du thème abordé ici, merci de compléter l'article en donnant les références utiles à sa vérifiabilité et en les liant à la section « Notes et références ».
Abu Hatim, Muhammad ibn Idris al-Razi (811-890) était un notable spécialiste des hadiths né à Ray, dans l'Empire abbasside. Il est le père d'Ibn Abi Hatim.

## Sa vie
Son nom complet est Abū Ḥātim Muḥammad ibn Idrīs ibn al-Mundhir ibn Dāwūd ibn Mihrān al-Rāzī al-Ḥanẓalī al-Ghaṭafānī Certaines sources suggèrent qu'il est originaire d'Ispahan et est un mawla (maître) de la tribu Ghatafan. D'autres sources suggèrent qu'il a acquis son nisbat dans une rue de Ray appelée "Darb Ḥanẓalah". Il meurt le mois de Sha'bân de l'année 277H/11-12.890 CE.

## Ses professeurs de Hadith
Les [narrateurs] les plus connus dont il a parlé à partir de :
Il a raconté à partir de beaucoup, de telle sorte qu'al-Khalili a dit: « Abu Hatim al-Labban al-Ḥāfiẓ m'a dit: 'J'avais rassemblé [ceux] dont Abu Hatim ar-Razi a raconté ; ils ont atteint près de 3 000'.»  
Parmi les plus connus d'entre eux sont Abū Nuʿaym al-Faḍl ibn Dukayn, Zuhayr ibn Abbād, Yaḥyá ibn Boukayr, Ubayd Allah ibn Mūsa, dam ibn Abī Iyās, `Abd Allah ibn Ṣāliḥ al-ʿIjlī, Abd Allāh ibn Ṣāliḥ al-Kātib, Muḥammad ibn Abd Allāh al-Anṣārī Qabīṣah.

## Certains de ses premiers élèves
Les narrateurs les plus connus [qui ont raconté] de lui : Abū Zurʿah al-Rāzī, Yūnus ibn ʿAbd al-Aʿlá, Abū Bakr ibn Abī al-Dunyā, Mūsá ibn Isḥāq al-Anṣārī, Abū Dāwūd, Al-Nasāʾī, Abū ʿAwānah al-Isfarāʾinī, Abū al-Ḥasan al-Qaṭṭān, Abū Bishr al-Dūlābī.

## Notoriété
L'éloge des savants et des imams à son égard :
- Abū Zur'ah a dit à Abū Ḥātim : « Je n'ai vu [personne] plus déterminé que toi à rechercher le hadîth ».
- Yūnus ibn ʿAbd al-Aʿlá a dit: « Abu Zur'ah et Abū Hâtim sont les deux Imams de Khurasan.» Il a supplié pour eux tous les deux et a dit : « Leur maintien est une amélioration pour les musulmans.»
- Abd al-Raḥmān ibn Abī Ḥātim a dit : « J'ai entendu Mūsâ bin Ishâq al-Qâdî dire : "Je n'ai vu [personne] qui a mémorisé plus de hadiths que ton père", et il avait rencontré Abū Bakr Ibn Abi Shaybah, Ibn Numayr, Yahya ibn Ma'in et Yahya al-Himmani.»
- Ahmad ibn Salamah an-Naisâbūrî a dit : « Je n'ai pas vu après Ishaq et Muhammad ibn Yahya [personne] plus conservateur du hadîth ou plus connaisseur de ses significations qu'Abi Hatim ar-Razi. »
- Uthman ibn Khurrazad a déclaré: « Les plus conservateurs de ceux que j'ai vus sont au nombre de quatre : Muhammad ibn al-Minhal ad-Darir, Ibrâhîm ibn 'Ar'arah, Abu Zur'ah ar-Razi et Abu Hatim. »
- Al-Khalili a dit: « Abū Hâtim était un érudit des différences [d'opinion] des Compagnons et de la jurisprudence des Disciples et [ceux] après eux. J'ai entendu mon grand-père et un groupe [qui] ont entendu 'Ali ibn Ibrahim al-Qattan dire : "Je n'ai pas vu de semblable à Abū Hâti.". Alors nous lui avons dit : "[Mais] tu avais vu Ibrâhîm al-Harbî et Isma'il al-Qadi.". Il a dit : "Je n'ai vu [personne] plus complet ou plus vertueux qu'Abou Hatim." »
- Abu al-Qasim al-Lalaka'i a dit : « Abū Hâtim était un imam, un ḥāfiẓ, un vérificateur.»
- Al-Khatib al-Baghdadi a déclaré: « Abū Hâtim était l'un des imams ḥāfiẓ crédibles.»
- Al-Dhahabi a déclaré : « Il était parmi les océans de la connaissance. Il a parcouru les pays et excellé dans le texte et la chaîne [de transmission]. Il a rassemblé et compilé, dénigré et accrédité, authentifié et jugé défectueux. Il a dit : " Il était l'un des notables et parmi les formidables imams du Peuple de la Relique… il était un voisin dans l'arène de son camarade et parent, le āfiẓ Abu Zur'ah.".»

Jonathan AC Brown l'identifie comme l'un des trois plus importants critiques de hadiths de sa génération, aux côtés d'al-Bukhārī et Abū Zurʿah al-Rāzī (Hadith, 81).